# Давід Майрі
Давід Майрі (ісп. David Myrie; нар. 1 червня 1988) — костариканський футболіст, захисник, фланговий півзахисник клубу «Ередіано» та національної збірної Коста-Рики.

## Клубна кар'єра
Народився 1 червня 1988 року. Вихованець футбольної школи клубу «Лимон». 2005 року продовжив займатися футболом в Іспанії, був гравцем клубу «Кадіс», а також на умовах оренди грав за нижчоліговий «Барбате».
2007 року повернувся на батьківщину, де протягом наступних шости років виступав за «Пунтаренас», «Алахуеленсе», «Лимон» та «Уругвай де Коронадо». Також протягом цього періоду пробував свої сили за кордоном, грав у США за «Чикаго Файр» та «Філадельфія Юніон», а також в норвезькому «Фредрікстаді». Втім у жодній з цих команд костариканець не закріпився.
До складу клубу «Ередіано» приєднався 2013 року.

## Виступи за збірні
2007 року залучався до складу молодіжної збірної Коста-Рики. На молодіжному рівні зіграв у 3 офіційних матчах.
2010 року дебютував в офіційних матчах у складі національної збірної Коста-Рики. Напередодні початку фінальної частини чемпіонату світу 2014 року був включений до заявки збірної на цьому турнірі, змінивши травмованого Гейнера Мору. На турнірі провів одну гру, вийшовши на заміну у програному костариканцями в серії пенальті матчі чвертьфіналу проти збірної Нідерландів.

## Титули і досягнення
- Переможець Центральноамериканського кубка: 2014